# Diócesis de Osogbo
La diócesis de Osogbo (en latín: Dioecesis Osogboana y en inglés: Roman Catholic Diocese of Osogbo) es una circunscripción eclesiástica de la Iglesia católica en Nigeria. Se trata de una diócesis latina, sufragánea de la arquidiócesis de Ibadán. Desde el 2 de abril de 2016 su obispo es John Akin Oyejola.

## Territorio y organización
La diócesis tiene 8062 km² y extiende su jurisdicción sobre los fieles católicos de rito latino residentes en 24 áreas de gobierno local del estado de Osun.
La sede de la diócesis se encuentra en la ciudad de Osogbo, en donde se halla la Catedral de San Benito.
En 2021 en la diócesis existían 56 parroquias.

## Historia
La diócesis fue erigida el 3 de marzo de 1995 con la bula Ad aptius provehendum del papa Juan Pablo II, derivando el territorio de la diócesis de Oyo.

## Estadísticas
Según el Anuario Pontificio 2022 la diócesis tenía a fines de 2021 un total de 74 440 fieles bautizados.
| Año                                                                             | Población            | Población | Población      | Sacerdotes | Sacerdotes    | Sacerdotes    | Bautizados por sacerdote | Diáconos permanentes | Religiosos | Religiosos | Parroquias |
| Año                                                                             | Bautizados católicos | Total     | % de católicos | Total      | Clero secular | Clero regular | Bautizados por sacerdote | Diáconos permanentes | Varones    | Mujeres    | Parroquias |
| ------------------------------------------------------------------------------- | -------------------- | --------- | -------------- | ---------- | ------------- | ------------- | ------------------------ | -------------------- | ---------- | ---------- | ---------- |
| 1997                                                                            | 60 000               | 1 914 106 | 3.1            | 32         | 18            | 14            | 1875                     |                      | 15         | 59         | 26         |
| 2000                                                                            | 45 000               | 1 745 490 | 2.6            | 34         | 22            | 12            | 1323                     |                      | 13         | 63         | 26         |
| 2001                                                                            | 40 000               | 1 500 000 | 2.7            | 39         | 29            | 10            | 1025                     |                      | 11         | 59         | 28         |
| 2002                                                                            | 40 000               | 1 510 000 | 2.6            | 34         | 25            | 9             | 1176                     |                      | 10         | 59         | 28         |
| 2003                                                                            | 40 000               | 1 510 000 | 2.6            | 38         | 29            | 9             | 1052                     |                      | 9          | 70         | 28         |
| 2004                                                                            | 40 000               | 1 500 000 | 2.7            | 43         | 35            | 8             | 930                      |                      | 9          | 70         | 30         |
| 2013                                                                            | 62 500               | 1 861 000 | 3.4            | 49         | 45            | 4             | 1275                     |                      | 5          | 72         | 42         |
| 2016                                                                            | 64 040               | 1 984 620 | 3.2            | 63         | 59            | 4             | 1016                     |                      | 5          | 68         | 42         |
| 2019                                                                            | 70 300               | 2 180 700 | 3.2            | 75         | 68            | 7             | 937                      |                      | 9          | 70         | 45         |
| 2021                                                                            | 74 440               | 2 309 000 | 3.2            | 77         | 72            | 5             | 966                      |                      | 9          | 83         | 56         |
| Fuente: Catholic-Hierarchy, que a su vez toma los datos del Anuario Pontificio. |                      |           |                |            |               |               |                          |                      |            |            |            |

## Episcopologio
- Gabriel 'Leke Abegunrin (3 de marzo de 1995-29 de octubre de 2013 nombrado arzobispo de Ibadán)
  - Sede vacante (2013-2016)
- John Akin Oyejola, desde el 2 de abril de 2016